# Xaver Fischer (Musiker)

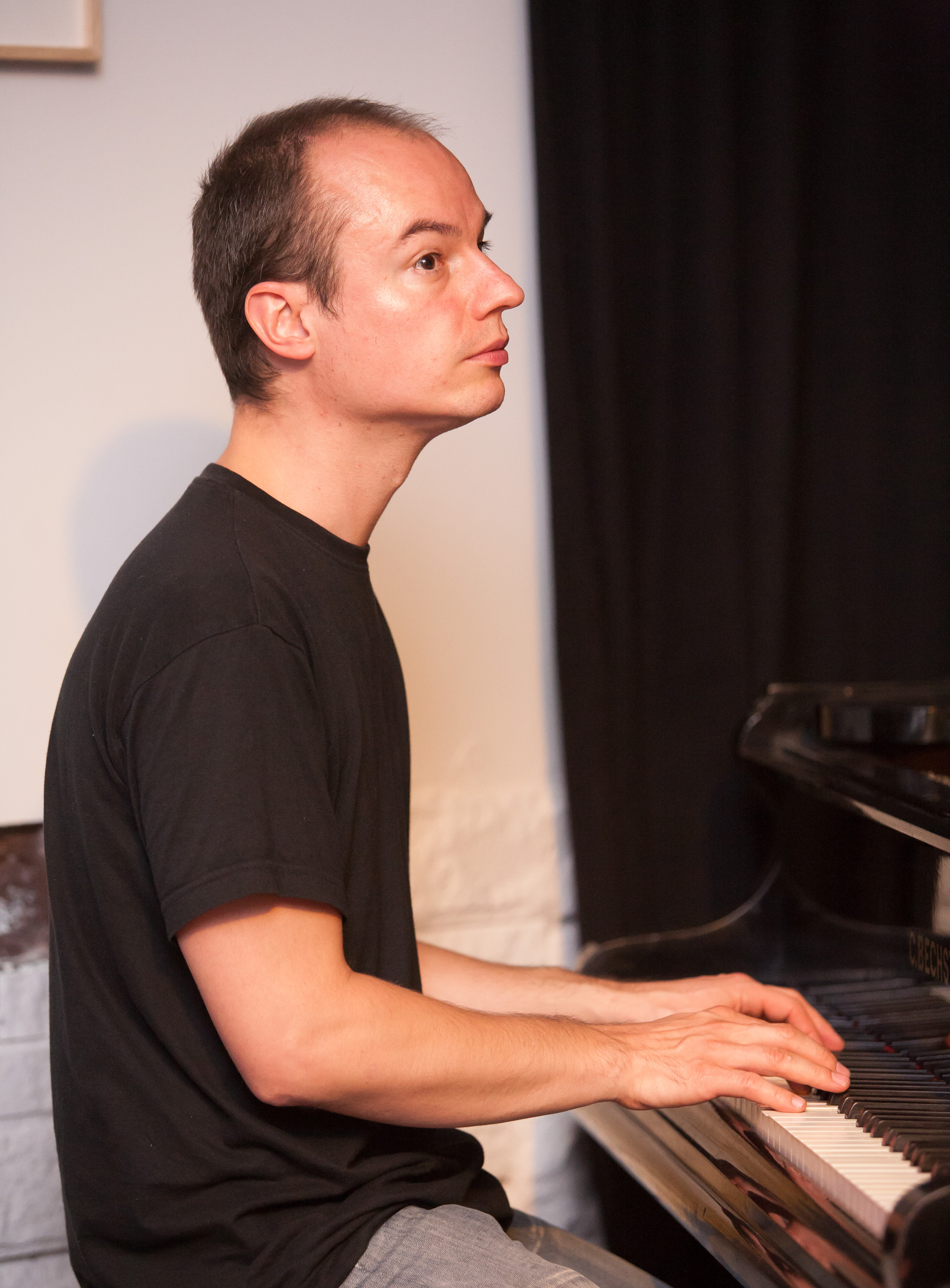
Xaver Fischer (2007)

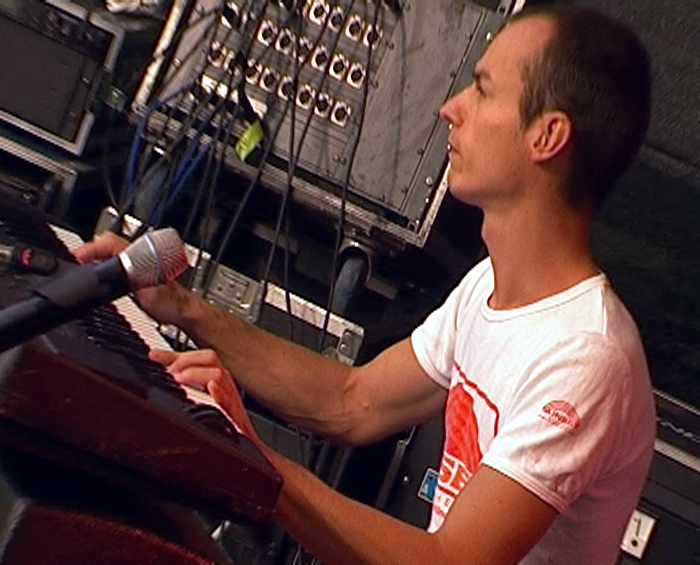
Xaver Fischer (2000)

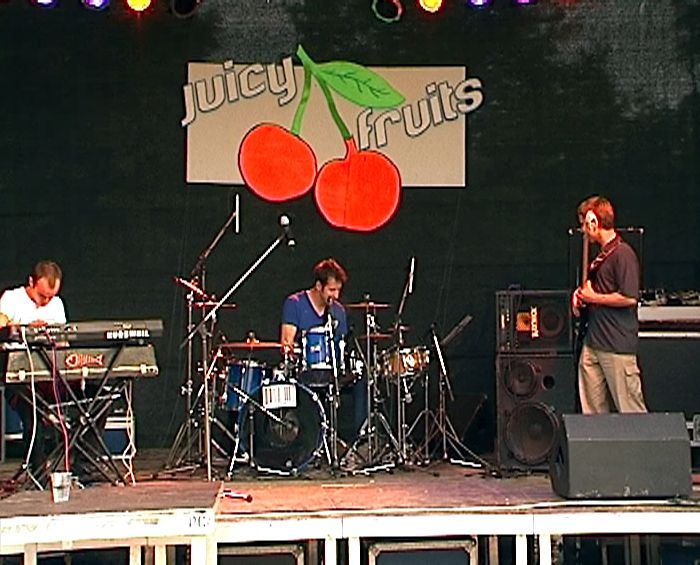
Xaver Fischer Trio in Dortmund 2000

Xaver Fischer (* 24. August 1972) ist ein deutscher Keyboarder und Jazzmusiker.

## Leben und Wirken
Xaver Fischer erhielt bereits im Alter von sechs Jahren den ersten klassischen Klavierunterricht bei seiner Mutter, einer klassischen Pianistin. Mit Birth Control nahm er bis 1999 vier Alben auf, von denen er zwei auch produzierte. 1998 gründete er sein eigenes Trio. Zu einer Zeit, als es unabdingbar schien, einen DJ auf der Bühne zu haben und mit Samples, Loops und Laptops zu arbeiten, verzichtete das Xaver Fischer Trio bewusst darauf und spielte tanzbaren Lounge-Elektro-Jazz auf den „klassischen“ Instrumenten Keyboard, Bass und Schlagzeug. Dadurch unterscheidet sich der Sound des Trios von den meisten NuJazz-Produktionen der späten 1990er Jahre. Das erste Album erschien 1999 auf Unique Records und wurde in der Clubszene stark beachtet. Zahlreiche Liveauftritte folgten (u. a. Jazz Cafe London, Mojo Club, Bizarre-Festival, Montreux Jazz Festival). Zwischen 2000 und 2005 veröffentlichte die Band drei weitere Alben, die es teilweise in die Top 20 der deutschen Jazzcharts schafften. Heute gilt die Band als einer der besten Live Acts in der deutschen NuJazz-Szene. Fischer gilt als wichtiger deutscher Pionier live gespielter Lounge-Musik.
Xaver Fischer unterrichtete von 2005 bis 2010 Pop-Keyboard und Jazz-Piano an der Robert Schumann Hochschule Düsseldorf; zwischen 2012 und 2015 hatte er einen Lehrauftrag an der Johannes Gutenberg-Universität Mainz. Von 2010 bis 2012 war er Redakteur für den Keyboard-Bereich beim Online-Magazin bonedo.de. Außerdem arbeitete er als Sideman, Studio- und Sessionmusiker für Roger Cicero, Monika Linges, Gunter Gabriel, Sasha, Sarah Connor, Stefan Raab, Uwe Ochsenknecht, Udo Schild und andere. Mit Hendrik Smock und  Krischan Frehse bildete er auch den Kern von Beatfish. Zudem ist Xaver Fischer Mitglied der King Kamehameha Club Band.

## Diskografische Hinweise
- 1999: XFT - I (Unique Records)[1]
- 2000: XFT - II (Unique Records)
- 2002: Songs for You (Unique Records)
- 2004: Revisited (Unique Records)
- 2005: Visit from a Goddess (Edel content)
- 2011: Over the Rainbow EP (mit Greetje Kauffeld; Sonorama)
- 2013: Dumdidum (Unique Records)